# Gebhard de Lotharingie
Gebhard, mort le 22 juin 910 près d'Augsbourg, fut duc de Lotharingie de 903 jusqu'à sa mort. 

## Biographie
Issu de la dynastie des Conradiens, il était le fils d'Udo, comte en Lahngau, et le frère cadet de Conrad l'Ancien († 906). Gebhard est mentionné comme un comte franconien en Rheingau (897) et en Vettéravie (906). 
Les Conradiens étaient des parents de l'empereur Arnulf († 899) et de son fils Louis l'Enfant et deviennent l'une des familles les plus puissantes de la Francie orientale. Dans sa lutte contre les Popponides (Babenberg), une branche des Robertiens qui s'est installée en Franconie, Arnulf avait nommé Conrad l'Ancien margrave de Thuringe en 892 ; en même temps, son frère cadet Rodolphe devient évêque de Wurtzbourg. Ces décisions ont ouvert de longues années de sanglants affrontements.
En 903, le roi Louis l'Enfant confie le gouvernement de la Lotharingie à Gebhard, et lui accorde le titre de duc. Comme une sorte de gouverneur, il assure la liaison entre l'aristocratie lotharingienne sous la conduite du comte Régnier Ier de Hainaut et le royaume de Louis contre les convoitises de son cousin Charles III le Simple, roi de Francie occidentale. Il meurt sur le champ de bataille dans la lutte contre les Magyars. Son neveu Conrad Ier, fils de Conrad l'Ancien, est élu roi de Francie orientale (« Germanie ») en novembre 911.

## Mariage et descendance
Gebhard épouse Hida (Ida), dont il a deux fils :
- Udo (Odon) († 949), comte en Wetterau, en Lahngau et en Rheingau, il épouse Cunégonde, fille d'Herbert Ier de Vermandois (Carolingiens), d'où peut-être Conrad de Souabe (cf. Odo de Wetterau) ;
- Hermann († 949), qui épouse Regelinda († 958), veuve du duc Burchard II de Souabe, et reçoit en 926 le duché de Souabe des mains du roi Henri Ier de Germanie ; leur fille Ida épouse Luidolf, fils aîné du roi Otton Ier.